# Shadow Days
Pour plus de détails, voir Fiche technique et Distribution.
Shadow Days (鬼日子, Gui ri zi) est un film chinois réalisé par Zhao Dayong et sorti en 2014.

## Synopsis
Liang Renwei retourne dans son village natal après une longue absence, accompagné de sa fiancée enceinte. Il semble fuir la police. Son oncle lui propose un emploi pour le planning familial, qui contrôle les naissances dans le village au moyen de méthodes violentes.

## Fiche technique
- Titre : Shadow Days
- Titre original : 鬼日子, Gui ri zi
- Réalisation : Zhao Dayong
- Scénario : Zhao Dayong, Fu Xinghua
- Photographie : Tian-hui Zhang
- Montage : Tian-hui Zhang, Qing Li
- Musique : Zhu Fangqiong
- Production : Zhao Dayong, David L. Bandurski, May Liu
- Pays d'origine :  Chine
- Langue originale : Mandarin
- Genre : Drame
- Durée : 95 minutes
- Date de sortie : 2014[1]

## Distribution
- Liang Ming : Liang Renwei
- Li Ziqian : Shiliu
- Liu Yu : l'oncle de Renwei, maire

## Récompenses
- Festival International du film de Tokyo de 2014: Mention spéciale

## Autour du film
- Le réalisateur n'a pas cherché à le diffuser en Chine, pour ne pas avoir à se plier aux règles de la censure[2].
- Il n'affirme n'avoir pas fait un film radical, car la situation en Chine est bien pire que celle qu'il présente, et les traitements réservés aux femmes et leurs bébés plus cruels. Il envisageait néanmoins ce film comme une manière de rappeler la réalité et sa violence quotidienne aux spectateurs[3].